# Tomatlán
Pour Buenavista Tomatlán, voir Buenavista (Michoacán).
Pour la municipalité du Veracruz, voir Tomatlán (Veracruz).
Tomatlán est une ville et une municipalité de l'État de Jalisco, au Mexique.
La municipalité a 35 824 habitants en 2015.
Elle est connue pour ses plages sur l'océan Pacifique et pour l'art rupestre du rio Tomatlán.

## Géographie
Tomatlán est située au sud de l'État de Jalisco dans la région Costa Sur.
Elle est entourée par les municipalités de Talpa de Allende, Cabo Corrientes et Atenguillo au nord, Cuautla (es) et Ayutla à l'est, Villa Purificación au sud-est, La Huerta (es) au sud. Elle est bordée par l'océan Pacifique au sud-ouest et à l'ouest.
L'altitude est de 50 m.
La température moyenne annuelle est de 26,9 °C.
Les vents dominants viennent du sud.
Les précipitations annuelles moyennes dépassent 892 mm.
Il pleut principalement de juin à octobre.
Il y a 33 jours de gel par an en moyenne.

## Histoire

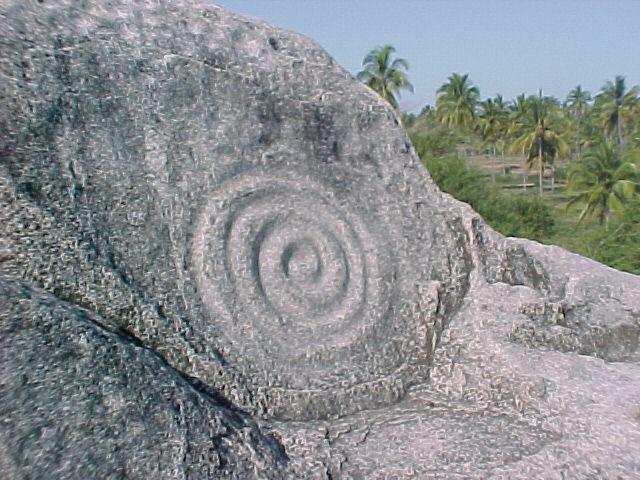
Un pétroglyphe.

Les anciens centres habités de Nahuapa et La Pintada ont laissé d'importants vestiges céramiques précolombiens, un rare exemplaire de jeu de patolli — l'un des deux exemplaires connus à l'ouest du Mexique — et une peinture rupestre rouge unique en Amérique centrale d'environ 8 m de long sur 2 m de large.
Tomatlán signifie « lieu aux tomates ». Le mot nahuatl tomatl désigne plus précisément la tomatille, une petite tomate verte, jaune, rouge ou violette.
La municipalité compte 35 050 habitants en 2010, dont 49 % de population urbaine, pour une superficie de 2 657,50 km2.
Parmi les 196 localités habitées, les plus importantes sont le chef-lieu (9 026 habitants en 2010), José María Morelos (2 970), Campo Acosta (2 638), La Cruz de Loreto (1 908) et José María Pino Suárez - Nuevo Nahuapa (2 554).
Au recensement de 2015, la population de la municipalité passe à 35 824 habitants.